# Sumacàrcer
Sumacàrcer (em valenciano e oficialmente) ou Sumacárcel (em castelhano) é um município da Espanha na província de Valência, Comunidade Valenciana. Tem 20,1 km² de área e em 2021 tinha 1 072 habitantes (densidade: 53,3 hab./km²).

## Demografia
| Variação demográfica do município entre 1991 e 2004 | Variação demográfica do município entre 1991 e 2004 | Variação demográfica do município entre 1991 e 2004 | Variação demográfica do município entre 1991 e 2004 |
| --------------------------------------------------- | --------------------------------------------------- | --------------------------------------------------- | --------------------------------------------------- |
| 1991                                                | 1996                                                | 2001                                                | 2004                                                |
| 1370                                                | 1382                                                | 1323                                                | 1308                                                |